# ارنتسن (آلمان)
ارنتسن (آلمان) (به آلمانی: Ernzen) یک شهر در آلمان است که در بیتبورگ-پروم واقع شده‌است.